# Artcore
Artcore es un movimiento antiartístico que se caracteriza por la práctica de hacer obras de arte de un modo más rápido y rudo de lo habitual.

## Características
El Artcore se puede considerar parte del movimiento punk, pero en las artes plásticas; quizá definido más por una actitud que por unas características estilísticas concretas: la velocidad que anima, una urgencia y un impacto estético máximo. En cierto modo, el acto creativo forma parte de la obra en sí, por lo que acusaría la influencia del Action painting, aunque no se reduzca sólo a la pintura.

## Extensión
El movimiento artístico que se conocía como Artcore originado en diversas áreas de Norteamérica en finales del año 1980 y principios de 1981. Algunas de las regiones principales en Norteamérica se asociaron a los orígenes de Artcore incluyen: California, Tejas, Washington D. C., Chicago, Toronto, Detroit, Nueva York, Vancouver y Boston.
Pero el término se ha aplicado a muchos artistas y a muchas prácticas diversas. Por ejemplo, por las mismas fechas, emergía un equivalente británico aunque no sería conocido como UKAC o Artcore británico (United Kingdom Art Core) hasta más adelante.
La filosofía Artcore se propagó rápidamente a través de Europa y del mundo partiendo de escenas principales residentes en Nueva York, Berlín, Zúrich, Colonia, París, Róterdam, Detroit y alrededor de la autopista orbital M25 en Inglaterra. Los grupos en Alemania no se centraban tanto en la movilización anti artística sino que su actividad y arte eran más políticos y sociales, sirviéndose de manifiestos y propaganda corrosivos, sátira penetrante, grandes eventos públicos y actividades políticas abiertas.

## Desarrollo
En muchos círculos, Artcore era una simplificación que podía significar algo tan ambiguo como: “arte de la gente como nosotros,” e incluyó una amplia gama de prácticas, de sucesos inspirados en Dadá y Fluxus. Los miembros de estos grupos se sometían con frecuencia a sesiones interminables de pintura y otras actividades plásticas hasta destrozarse las manos o, directamente, caer rendidos o enfermos. Otras actividades eran las reuniones, los performances y otras actividades artísticas públicas. La apasionada cobertura del arte, de la política, y de la cultura llenó sus publicaciones.
El Artcore fue utilizado para la expansión del Hágalo usted mismo (Do it yourself o DIY) tanto en lo estético como en otros ámbitos, valorando simplicidad y la autenticidad sobre complejidad.
En la mayoría de las ciudades (California es la excepción) la escena de Artcore confió enteramente en exposiciones de DIY en zines, programas de radio y conciertos. Como Dadá y Fluxus antes del Artcore, este movimiento incluye una fortísima corriente anticomercial, con una sensibilidad anti artística, desacreditando el mundo del mercado convencional del arte a favor de una práctica creativa artística alternativa. 
Mientras que las escenas autoidentificativas del Artcore continúan existiendo, el término ha ido derivando hacia una forma de vida imprudente basada en el hedonismo o debauched del artista que produce el trabajo.
Martin Kippenberger y Jean-Michel Basquiat se han perfilado como exponentes del Artcore de estos últimos años.